# Паскали, Пино
Пино Паскали (Pino Pascali, Бари, 19 октября 1935 — Рим, 11 сентября 1968) — итальянский скульптор, концептуальный художник и сценограф.

## Биография и творчество
Находился под влиянием детства, проведенного в оккупированной Албании (1940—1941) и прибрежном городе Полиньяно. После Художественного лицея в Неаполе, изучал сценографию в Академии искусств в Риме (1955—1959), где встретил Янниса Кунеллиса. После окончания обучения Паскали работал графическим дизайнером и дизайнером на телевидении (1960—1964). Эта работа позволила ему экспериментировать с масштабными проектами, хотя он не выставлялся.
Первая персональная выставка Паскали прошла в Galleria La Tartaruga в Риме в 1965. Он выставил группу «поддельных скульптур». Используя техники сценического дизайна, эти фигурные холсты играли на отношениях между иллюзией и реальностью. Они выглядели цельной скульптурой, но были живописью, казались элегантными абстрактными формами, но напоминали животных, растения или пейзажи.
Паскали вскоре стал известен, создавал яркие работы под влиянием поп-арта в разных стилях и медиа. Он использовал старые банки, пластиковые щетки, искусственный мех, цветную воду, сено, грязь, и даже появился в фильме с записью посадки хлеба на пляже. Одна из наиболее впечатляющих работ — «Bridge» (1968) — восьмиметровый веревочный мост, сделанный из стальных мочалок. Все эти работы игнорировали границы между абстрактным и фигуративным искусством, включали игривое преобразование материалов.
Паскали погиб в результате мотоциклетной аварии в возрасте тридцати двух лет.